# Соловйов Олексій Дмитрович
Олексій Дмитрович Соловйов (1934—1956) — сержант Радянської Армії, учасник придушення Угорської революції 1956 року, Герой Радянського Союзу (1956).

## Біографія
Олексій Соловйов народився 30 березня 1934 року у селі Рождєство (нині — Рамешковський район Тверської області). З 1946 року разом із сім'єю проживав у селі Александрівка того ж району, де закінчив школу-семирічку. Після закінчення Ленінградських курсів судноводіїв працював судноводієм на рибному заводі у місті Конаково. Восени 1953 року Соловйов був призваний на службу у Радянську Армію. До осені 1956 року гвардії сержант Олексій Соловйов командував танком 62-го танкового полку 11-ї гвардійської механізованої дивізії 8-й механізованої армії Прикарпатського військового округа.
У жовтні 1956 року Соловйов у складі свого полку вступив на територію Угорської Народної Республіки та взяв активну участь у боях з угорськими повстанцями. 9 листопада 1956 року загинув у бою. Похований у місті Кечкемет.
Указом Президії Верховної Ради СРСР від 18 грудня 1956 року за «мужність та відвагу, проявлені при виконанні військового обов'язку», гвардії сержант Олексій Соловйов посмертно був удостоєний високого звання Героя Радянського Союзу. Також посмертно був нагороджений орденом Леніна. Навічно зарахований у списки особового складу військової частини.